# Fusinus agatha
Fusinus agatha is een slakkensoort uit de familie van de Fasciolariidae. De wetenschappelijke naam van de soort is voor het eerst geldig gepubliceerd in 2005 door Simone & Abbate.